# Paola Borboni
Paolina "Paola" Borboni, född 1 januari 1900 i Parma, Emilia-Romagna, död 9 april 1995 i Bodio Lomnago, Lombardiet, var en italiensk skådespelerska.

## Roller i urval
- 1952 – Rom klockan 11
- 1953 – Fallet Maurizius
- 1953 – Gänget
- 1953 – Prinsessa på vift
- 1954 – Casta diva
- 1954 – Kungens musketörer
- 1967 – Arabella
- 1973 – Sessomatto
- 1980 – Mamma Albin som hemlig agent
- 1982 – Den store Giorgio